# توماس هرنانديز
توماس هرنانديز المعروف باسم مورينو (بالإسبانية: Tomás Moreno) (19 فبراير 1930 في إسبانيا - 2 يناير 1982 في إسبانيا) هو لاعب كرة قدم إسباني في مركز الهجوم. شارك مع منتخب إسبانيا لكرة القدم. أما مع النوادي، فقد لعب مع ريال سرقسطة ونادي برشلونة ونادي لاردة ونادي لاس بالماس ونادي هويسكا ونادي كوندال.

## وصلات خارجية
- توماس هرنانديز على موقع قاعدة بيانات كرة القدم.إي يو (الإنجليزية)
- توماس هرنانديز على موقع ناشيونال فوتبول تيمز (الإنجليزية)
- توماس هرنانديز على موقع عالم كرة القدم.نت (الإنجليزية)